# Series telefónicas de Guayaquil
Guayaquil es una de las ciudades con más terminales centrales telefónicas de Ecuador debido a su cantidad de población y extensión. Hasta el año 2003, Pacifictel era la única empresa que brindaba servicios de telefonía fija, apareciendo Linktotel, Ecutel en 2004 y Setel en 2005. 
Guayaquil está regida por el código de área 4, que corresponde a Guayas y Santa Elena, y sus series telefónicas (los primeros dígitos del número telefónico) generalmente indican la zona geográfica en la que se encuentra el abonado.
A continuación, una lista de cada serie telefónica indicando los sectores cubiertos y la compañía que la administra.

## Comenzadas en 20
Es una serie nueva, antes del 2001 cuando se agregó el 2 a cada número de Guayas, los números comenzados en 0 no existían, pues habrían supuesto una incompatibilidad al marcar a otras provincias o al extranjero.
```
+593 4 2083xxx
```

Esta serie pertenece exclusivamente al C.C. San Marino, en la Cdla. Kennedy, que cuenta con una central telefónica propia. Es una central pequeña con capacidad de 1000 líneas de firma China, estrenada en 2003. No habría ningún impedimento para que la Urbanización Las Garzas usen líneas de esta central, pues la que rige en el sector es la que se encuentra junto al Colegio Aguirre Abad, resultando más costoso el tendido de cables. En un principio, San Marino trabajó con líneas de dicha central, por lo tanto con las mismas series de la zona Kennedy.
```
+593 4 2085xxx
```

Al igual que en el C.C. San Marino, esta serie pertenece a otra pequeña central para el C.C. Mall del Sur instalada a finales del 2003.
```
+593 4 2087xxx
```

Central que cubre el área de El Cortijo, en Samborondón; específicamente a urbanizaciones como "La Delfina" y "Ciudad Celeste". Hay algunas líneas por la zona con serie 283xxxx (o 209xxxx) de la central "La Puntilla", aunque debido a la demanda de líneas y la lejanía de dicha central, lo más apropiado fue instalar una pequeña central para la zona en particular.
```
+593 4 209xxxx
```

Es la continuación de la serie 283xxxx que pertenece a la misma central, la de La Puntilla, ubicada junto al Supermaxi de vía a Samborondón. Serie inaugurada en 2003.
Existen más series que comienzan con 04 20... que pertenecen a áreas rurales de Guayas, para ver detalles de dichas series, ir a Series Telefónicas de Guayas.

## Comenzadas en 21
Al igual que la serie comenzada en 20..., es una serie nueva, antes del 2001 cuando se agregó el 2 a cada número de Guayas, los números comenzados en 1 no existían, pues habrían supuesto una incompatibilidad al marcar los números cortos como el 101, o 1800.
```
+593 4 210xxxx al 212xxxx
```

Barrios adyacentes a la vía a Daule. Estos números aparecieron a comienzos de 2002.
```
+593 4 214xxxx
```

Es la serie de la central telefónica instalada para el Terminal Terrestre. En un comienzo fue 2297, pero se la trasladó a 2140 para continuar su expansión. La antigua serie daba abasto para 1000 líneas, pero en 2003 se decidió cambiarla y actualmente ya hay números con 2141 lo que demuestra que la demanda de líneas ha crecido, sobre todo con la nueva remodelación del Terminal y por el Centro de Negocios del lado de la Av. de las Américas que utiliza dicha central marca Ericsson.
```
+593 4 215xxxx al 216xxxx
```

Sin datos
```
+593 4 2164xxx
```

Central instalada en la urbanización Villa Club, en la vía Perimetral junto a la comuna La Aurora, cantón Daule. Tiene capacidad para 1000 líneas. Aún existen en la misma zona, al igual que en el Cortijo, líneas de la lejana central de la Puntilla.
```
+593 4 2169xxx
```

Serie exclusiva para el Aeropuerto José Joaquín de Olmedo, instalada en 2006. El número del aeropuerto es 2169000. Es una central con capacidad para 1000 líneas de las cuales están en uso no más de 200.
```
+593 4 219xxxx
```

Es una serie que junto con las 236, 237 y 245 conforman la central que cubren desde la Av. 9 de octubre hacia el sur, y desde la calle Machala hacia el suburbio oeste. Central marca Ericsson.

## Comenzadas en 22
Es una serie que fue apareciendo en torno a los años ochenta.
```
+593 4 220xxxx a 222xxxx
```

Es la serie de la central "Bellavista" de Pacifictel, sede del equipo de reparaciones de varias zonas del Norte de la ciudad. Es una central marca Ericsson y cubre las zonas a lo largo de la Av. Carlos Julio Arosemena: Cdla. Ferroviaria, Universidad Católica, Bellavista, Diario Expreso, C.C. Aventura Plaza, Albán Borja y hasta Cimas de Bim Bam Bum, aunque este último sector curiosamente tiene la central "Los Ceibos" justo en frente.
```
+593 4 223xxxx
+593 4 224xxxx
+593 4 227xxxx
```

Son series de la Alborada, ciertas etapas de Sauces y partes de Urdenor. La serie 264 también conforma la misa central. Marca Ericsson.
```
+593 4 225xxxx
+593 4 226000 a 226800
```

Es la central de la vía a Daule en sus primeros kilómetros. El Colegio Americano, importantes fábricas, La Florida, Martha de Roldós y otras zonas son las que cubre esta serie. 265 es parte de la misma central.
```
+593 4 2269xxx
```

Central propia de la ESPOL. Los tres últimos dígitos suponen la extensión interna del instituto. La Espol está en lo alto del barrio Santa Cecilia, colindando con La Prosperina. Los teléfonos de esta central pueden realizar llamadas internas marcando los 3 dígitos de la extensión, mientras que para hacer llamadas externas, marcar el 9.
```
+593 4 228xxx
+593 4 229xxx
```

Junto con las series 239 y 269, cubren una densa área: Centro: Cdla. Bolivariana, 9 de octubre hacia el Norte, y Av. Machala hacia el oeste; Cdla. Kennedy vieja, Kennedy nueva, Barrio Orellana, Policentro, Albatros, Atarazana, Adace, Las Garzas, partes de Kennedy Norte, Mall del Sol, Universidad de Guayaquil. En un principio, la única de la zona era 239, en torno a los años ochente se abrió la 228 y 229 y en 1997 la 269. Mall del Sol, el edificio Centrum (Porta), Torre atlas y otros edificios particulares mantienen el servicio mediante enlaces por radio. La central está ubicada junto al colegio Aguirre Abad, cerca del Cementerio. Son series de tecnología Ericsson.

## Comenzadas en 23
```
+593 4 230xxxx
+593 4 231xxxx
```

Serie del centro de Guayaquil, desde Av. Machala hasta el Río Guayas, y desde 9 de octubre hasta los cerros del Carmen y Santa Ana. La serie 256 también pertenece a la misma central. La parroquia Rocafuerte es su principal zona de cobertura, destacando el Hospital Luis Vernaza, Poligráfica, Hospital Guayaquil, y ciertos bancos. La central se encuentra en la calle Boyacá. Las series 230 y 231 fueron digitalizadas en el año 1998. Existen zonas "invadidas" por otras series como en el sector bancario que se usa la serie de la central contigua del centro, en el edificio de los correos; un ejemplo es el Banco de la Previsora o el Banco de Guayaquil. Sus equipos son Alcatel.
```
+593 4 232xxxx
```

Serie que junto a 251 252 253 forman parte de la central "centro" ubicada en el edificio de los correos formando la manzana rodeada por las calles Clemente Ballén, Aguirre, Pedro Carbo y Chile. Es una de las más antiguas, la primera en ser digital en el año 1985 con equipos de la sueca Ericsson.
```
+593 4 233xxxx
+593 4 234xxxx
```

Series de la central Ericsson que junto a la serie 244 y 258 cubren la zona sur: Barrio del Seguro, Centenario, García Moreno, Los Almendros, Villamil y parte de la Av. Domingo Comín. Ericsson.
```
+593 4 235xxxx
```

Serie de la central "Los Ceibos" que cubre a zona del mismo nombre y parte de Mapasingue Este y Oeste. El Teatro Centro de Arte de la Sociedad Femenina de Cultura cuenta con líneas de esta serie, aunque debido a su ubicación, se encuentra en una zona donde a unos pocos metros se usa la 220 o 222 de Bellavista, 238 288 o 261 de Urdesa, 225 226 o 265 de Vía a Daule, o 285 de Santa Cecilia. Fue una de las últimas series en digitalizarse, en el año 1999.
```
+593 4 236xxx
+593 4 237xxx
```

Véase arriba +593 4 219xxx.
```
+593 4 238xxxx
```

Serie que junto a 288 y parte de 261 cubren el área de Urdesa, Lomas de Urdesa, Urdesa Norte, Urbanor, zonas de Mapasingue y de Urdenor. Fue digitalizada en 1998.
```
+593 4 239xxxx
```

Véase arriba +593 4 228xxxx.